# Spanska Västindien
Spanska Västindien (på spanska: "Las Antillas Occidentales" eller "Antillas Españolas") var de spanska besittningar som tidigare fanns i Karibien. De bestod av det som senare kom att bli Kuba, Haiti, Dominikanska republiken, Puerto Rico, Saint Martin, Jungfruöarna, Anguilla, Montserrat, Guadalupe samt Små Antillerna, Jamaica, Caymanöarna, Trinidad och Bahíaöarna.
Traditionen går tillbaka till Christoffer Columbuss resor till Amerika, då öarna bosattes av européer. Spanska Västindien var också en av de spanska besittningar som fanns kvar längst, först 1898 upphörde besittningen i samband med Spansk-amerikanska krigets slut. I över tre århundraden hade Spanien kontrollen över flera karibiska hamnar, bland dem Havanna (Kuba), San Juan (Puerto Rico), Cartagena de Indias (Colombia), och Veracruz (Mexiko).
Vissa öar och områden gavs senare bort till andra europeiska makter efter krig och diplomatiska förhandlingar under 1600- och 1700-talen. Andra blev självständiga under 1800-talet, som då Dominikanska republiken utropades.